# Premierminister von Ägypten
Der Premierminister von Ägypten ist der Regierungschef der ägyptischen Regierung.

## Geschichte
In den späten 1970er Jahren, gab es verschiedene Regierungen, welche nicht funktionierten, da es zu Konflikten zwischen dem Premierminister und dem Präsidenten kam. Von 1981 bis 2011 hatte die nationale demokratische Partei eine Mehrheit im Parlament Ägyptens und stellte den Präsidenten. Die nationale demokratische Partei wurde 2011 aufgelöst aufgrund der Revolution gegen Präsident Hosni Mubarak.

## Rechte
Früher, laut der Verfassung von 1971 als Zusatzartikel, war die Rolle des Premierministers begrenzt auf die Überwachung des Kabinetts, da der Präsident zur Zeit sowohl Staatschef als auch Regierungschef war.
Der Premierminister leitet nun das Kabinett und die gesamte Regierung des Landes. Er kann gleich wie andere Mitglieder des Kabinetts dem Parlament Gesetze vorschlagen. Der Premierminister hat auch die Macht Vorschriften zur Durchsetzung von Gesetzen zu erlassen. Er ist ebenfalls dafür verantwortlich das öffentliche Dienstleistungen zur Verfügung stehen und Strafen zu verhängen was jedoch von der Regierung akzeptiert werden muss.
Diese Rechte hatte früher der Präsident gemäß der Verfassung von 1971.
Der Premierminister und das Kabinett helfen dem Präsidenten ebenfalls dabei die allgemeinen Politik zur Regierung des Landes festzulegen und diese zu überwachen.
Nubar Pasha war ein Christlicher Ägyptisch-Armenischer Politiker der als erster Premierminister Ägyptens im Amt war. Er diente für drei Amtszeiten während seiner Karriere. Seine erste Amtszeit war zwischen 1878 und 1879.
Wenn unterschiedliche Parteien das Parlament und die Präsidentschaft kontrollieren wird die Regierung gemeinsam geführt. Einige dieser gemeinsamen Regierungen kamen in den 1970er zu Stande wahren jedoch sehr ineffektiv.

## Aktueller Premierminister
Vom 1. März bis zum 17. Juni 2014 war Ibrahim Mahlab Premierminister Ägyptens. Zum Zeitpunkt seiner Ernennung durch Adly Mansour sagte er, „Sicherheit und Stabilität im ganzen Land und die Bekämpfung von Terrorismus wird den Weg für ausländische Investitionen ebnen“.
Ein neues Kabinett wurde am 19. September 2015 zusammengestellt.
Der Ägyptische Präsident Abdel-Fattah El-Sisi akzeptierte den Rücktritt der Regierung und befahl Öl-Minister Sherif Ismail ein neues Kabinett zu bilden.
Im Juni 2018, hat Ismail seinen Rücktritt bekannt gegeben. Bald danach ernannte Sisi den Wohnungsbau-Minister Mostafa Madbouly zum neuen Premierminister.